# Alpinia albipurpurea
Alpinia albipurpurea là một loài thực vật có hoa trong họ Gừng. Loài này được (P.Royen) R.M.Sm. mô tả khoa học đầu tiên năm 1990.